# Le Golem
Le Golem is een Frans-Tsjecho-Slowaakse horrorfilm uit 1936 onder regie van Julien Duvivier. In het Nederlands werd de film destijds uitgebracht onder de titel De golem.

## Verhaal
Rabbi Jacob maakt een golem uit klei en wekt hem tot leven. Hij moet voorkomen dat de Joden in Praag het slachtoffer worden van een pogrom.

## Rolverdeling
| Acteur              | Personage        |
| ------------------- | ---------------- |
| Harry Baur          | Keizer Rudolf II |
| Roger Karl          | Kanselier Lang   |
| Charles Dorat       | Rabbi Jacob      |
| Roger Duchesne      | Trignac          |
| Raymond Aimos       | Toussaint        |
| Gaston Jacquet      | Friedrich        |
| Ferdinand Hart      | Golem            |
| Germaine Aussey     | Gravin Strada    |
| Jany Holt           | Rachel           |
| Truda Grosslichtová | Mevrouw Benoit   |
| Marcel Dalio        |                  |